# Gonzalo Irrazábal
Gonzalo Gabriel Irrazábal Buquet (Uruguay, 29 de enero de 1959) es un abogado y político uruguayo, quien se desempeñó como subsecretario (viceministro) del Ministerio de Trabajo y Seguridad Social entre 1993 y 1995.

## Primeros años
Cursó estudios en la Facultad de Derecho de la Universidad de la República, hasta obtener el título de abogado, prestando juramento en noviembre de 1984.
Realizó un postgrado en el Instituto Internacional de Estudios Laborales (IIEL), de Ginebra (Suiza).

## Ministerio de Trabajo y Seguridad Social

### Director Nacional de Trabajo
En junio de 1991 el presidente Luis Alberto Lacalle y su ministro de Trabajo y Seguridad Social Carlos Cat designaron a Irrazábal como Director Nacional de Trabajo, repartición dependiente de dicha cartera.
Ocupó este cargo durante dos años.

### Subsecretario
En setiembre de 1993, Lacalle y su nuevo ministro de Trabajo y Seguridad Social, Ricardo Reilly Salaverri, lo nombraron como subsecretario (viceministro) de la cartera, sucediendo al propio Reilly quien había ocupado la subsecretaría con el anterior ministro Álvaro Carbone.
Desempeñó dicho cargo durante un año y medio, hasta la finalización del período presidencial de Lacalle. 
En marzo de 1995, al asumir Julio María Sanguinetti su segundo mandato, Reilly e Irrazábal fueron sucedidos como ministro y subsecretario del MTSS por Ana Lía Piñeyrúa y Mario Curbelo respectivamente.

### Director Nacional de Trabajo
Al iniciarse la presidencia de Jorge Batlle, en marzo de 2000, éste y su ministro de Trabajo Álvaro Alonso designaron a Irrazábal por segunda vez como Director Nacional de Trabajo.
Ocupó el puesto durante la casi totalidad del período, cesando en febrero de 2005.

## Otras actividades
Ejerce su profesión como abogado en el estudio Irrazábal & Asociados del que es socio fundador.
Se ha desempeñado como asesor de empresas en materia laboral, así como en negociaciones colectivas con sindicatos y como representante del sector empresarial en Consejos de Salarios. 
Ha sido representante de distintas Cámaras empresariales ante organismos gubernamentales, y especialmente ha ejercido como asesor y representante de la Cámara de Industrias del Uruguay.